# تیپ ۱۸ الغدیر

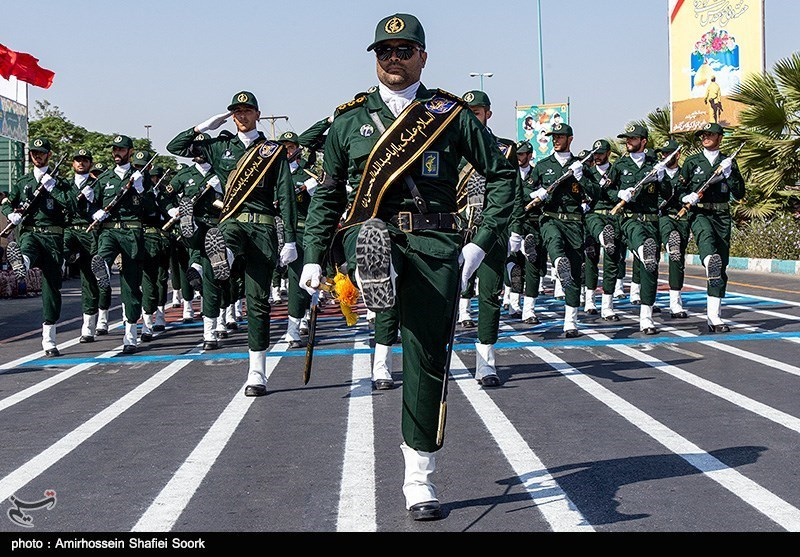
رژه نیروهای تیپ ۱۸ الغدیر به‌مناسبت سالگرد جنگ ایران و عراق در سال ۱۳۹۸، یزد

تیپ عملیاتی ۱۸ الغدیر یا به اختصار تیپ ۱۸ الغدیر از تیپ‌های پیاده‌نظام نیروی زمینی سپاه پاسداران انقلاب اسلامی است، که ستاد فرماندهی آن در شهر یزد مستقر می‌باشد. پیشینه شکل‌گیری این یگان به مهرماه سال ۱۳۶۲ در خلال جنگ ایران و عراق بازمی‌گردد و نخستین فرمانده آن ذبیح‌الله عاصی‌زاده بود. این تیپ در خلال جنگ، در ۱۱ عملیات آفندی و ۲۰ عملیات پدافندی، به‌عنوان یگان عمل‌کننده شرکت داشت. هم‌اکنون سرتیپ‌دوم پاسدار علی غلامی فرماندهی تیپ ۱۸ الغدیر را برعهده دارد.